# ماکوتو تسومورا
ماکوتو تسومورا (انگلیسی: Makoto Tsumura; ۲۲ ژوئیهٔ ۱۹۶۵ – ) صداپیشه اهل ژاپن بود. وی از سال ۱۹۹۰ میلادی تاکنون مشغول فعالیت بوده‌است.